# 中町信
中町 信（なかまち しん、1935年1月6日 - 2009年6月17日）は、日本の小説家・推理作家。群馬県沼田市生まれ。早稲田大学第一文学部独文科卒業。本名は同じ字であきらと読む

## 経歴

### 大学卒業〜就職
1959年、大学を卒業し教科書出版社に就職する。この時の同僚に後に推理作家になる津村秀介がいる。1965年、「雀の涙さながらの低賃金と不逞な上司どもへの反撥心から」（双葉社『新人賞殺人事件』あとがきより）出版社を退職。半年ほど失業保険と配送会社のアルバイトで暮らしながら、鮎川哲也やアガサ・クリスティなどのミステリーの古本を買って読み漁った。その後医学書院で校閲の仕事をはじめる。この時の同僚に翻訳家の小鷹信光がいる。

### 双葉推理賞への挑戦〜雑誌デビュー
1966年、教科書を売り込むセールスマンを描いた「闇の顔」で第1回双葉推理賞の最終候補4編に残る（受賞作は石沢英太郎「羊歯行」）。1967年、同作を改題・改稿した「空白の近景」で第2回双葉推理賞の最終候補4編に残るも、同じ作品を改稿して投稿したことに否定的な意見が多く落選する（受賞作は大貫進「死の配達屋」）。しかし、同作は「偽りの群像」と改題され『推理ストーリー』1967年11月号（現在の『小説推理』）に掲載される。1968年、「死んでもカラスしか泣かない」を第3回双葉推理賞に投稿するが、最終候補には残らなかった。同年、原稿用紙約200枚の中編「湖畔に死す」を『推理ストーリー』1968年11月号に発表。同作を大幅に加筆・改稿し長編化したものが最後の作品となった『三幕の殺意』である。1969年、「急行しろやま」で第4回双葉推理賞を受賞。

### 江戸川乱歩賞への挑戦〜単行本デビュー
1971年、「そして死が訪れる」で第17回江戸川乱歩賞の最終候補作に選ばれる。選考委員の仁木悦子は「卓抜な着想に感心させられた。アンフェアになりやすい構成なのだが、その点かなり工夫してある。私は受賞作にしてもよいのではないかという意見を出した」と肯定的な評価をしたが、高木彬光は「作者がデータ―をかくせばかくすほど結末の意外性は出て来るにもせよ、読者のほうでは不愉快な読後感をおさえることは出来ない」、中島河太郎は「トリックのおもしろさを過信して暴走してしまった」「この作品は単に読者をペテンにかけるだけにすぎない」と否定的な意見で、受賞作なしとなった。
1972年、「そして死が訪れる」を「模倣の殺意」と改題し『推理』1972年9月号から3回に分けて連載する。1973年、同作が『新人賞殺人事件』と再改題して出版され単行本デビューする。江戸川乱歩賞にはその後も「空白の近景」（前述の短編とは別作品、1974年に『殺された女』と改題して刊行）と「教習所殺人事件」（1980年に『自動車教習所殺人事件』と改題して刊行）で二度最終候補になったが、受賞することはできなかった。

### 専業作家へ〜逝去
1989年、出版社を退職し専業作家になる。それまではほぼ1年に1作のペースだったが、1989年は4作、1990年は4作、1991年は6作、1992年は4作、1993年は4作と旺盛な創作活動を見せた。
2009年6月17日、肺炎のため埼玉県さいたま市見沼区の病院で逝去。
2012年末、文教堂が創元推理文庫版『模倣の殺意』を品切れ商品発掘企画の一冊に選んだところ、2013年7月までの半年で34万部を増刷するヒットとなった。

## 文学賞受賞・候補歴
- 1966年 - 「闇の顔」で第1回双葉推理賞候補。
- 1967年 - 「空白の近景」で第2回双葉推理賞候補。
- 1969年 - 「急行しろやま」で第4回双葉推理賞受賞。
- 1971年 - 「そして死が訪れる」で第17回江戸川乱歩賞候補[4]。
- 1972年 - 「空白の近景」で第18回江戸川乱歩賞候補[7]。
- 1979年 - 「教習所殺人事件」で第25回江戸川乱歩賞候補[8]。
- 1987年 - 『十和田胡殺人事件』で第40回日本推理作家協会賞（長編部門）候補[9]。

## 作品リスト

### 長編
- 新人賞殺人事件（1973年6月 双葉社）
  - 【改題】新人文学賞殺人事件（1987年2月 徳間文庫）
  - 【改題】模倣の殺意（2004年8月 創元推理文庫）
- 殺された女（1974年2月 弘済出版社）
  - 【改題】「心の旅路」連続殺人事件（1987年8月 徳間文庫）
- 殺戮の証明（1978年2月 日本文華社）
  - 【改題】女性編集者殺人事件（1987年9月 ケイブンシャノベルス / 1989年7月 ケイブンシャ文庫）
- 自動車教習所殺人事件（1980年2月 トクマ・ノベルズ / 1988年2月 徳間文庫）
  - 【改題】追憶の殺意（2013年8月 創元推理文庫）
- 高校野球殺人事件（1980年12月 トクマ・ノベルズ / 1989年2月 徳間文庫）
  - 【改題】空白の殺意（2006年2月 創元推理文庫）
- 散歩する死者（1982年6月 トクマ・ノベルズ / 1989年10月 徳間文庫）
  - 【改題】天啓の殺意（2005年4月 創元推理文庫）
- 田沢湖殺人事件（1983年3月 トクマ・ノベルズ / 1990年7月 徳間文庫）
  - 【改題】死の湖畔 Murder by The Lake 三部作#1 追憶（recollection） 田沢湖からの手紙（2022年1月 徳間文庫 トクマの特選！）
- 奥只見温泉郷殺人事件（1985年11月 トクマ・ノベルズ / 1991年6月 徳間文庫）
  - 【改題】悲痛の殺意（2020年10月 徳間文庫）
- 十和田湖殺人事件（1986年5月 トクマ・ノベルズ / 1992年3月 徳間文庫）
  - 【改題】死の湖畔 Murder by The Lake 三部作#2 告発（accusation） 十和田湖・夏の日の悲劇（2022年12月 徳間文庫 トクマの特選！）
- 榛名湖殺人事件（1987年12月 トクマ・ノベルズ / 1993年1月 徳間文庫）
- 殺人病棟の女（1988年4月 青樹社）
  - 【改題】悪魔のような女（1990年3月 ケイブンシャ文庫）
- 佐渡金山殺人事件（1988年5月 ケイブンシャノベルス / 1990年9月 ケイブンシャ文庫）
  - 【改題】佐渡ケ島殺人旅情（1998年10月 青樹社）
- 阿寒湖殺人事件（1989年2月 トクマ・ノベルズ / 1994年2月 徳間文庫）
- 四国周遊殺人連鎖（1989年3月 立風ノベルス / 1991年9月 ケイブンシャ文庫）
- 山陰路ツアー殺人事件（1989年7月 ケイブンシャノベルス / 1992年9月 ケイブンシャ文庫）
- 下北の殺人者（1989年12月 講談社ノベルス / 1994年1月 講談社文庫）
- 南紀周遊殺人旅行（1990年2月 トクマ・ノベルズ）
- 草津・冬景色の女客（1990年3月 ケイブンシャノベルス / 1993年6月 ケイブンシャ文庫）
- 天童駒殺人事件（1990年7月 大陸書房 / 1993年10月 徳間文庫）
- 不倫の代償（1990年11月 ケイブンシャノベルス）
  - 【改題】夏油温泉殺人事件（1994年12月 ケイブンシャ文庫）
- 飛騨路殺人事件（1991年2月 トクマ・ノベルズ）
- 新特急「草津」の女（1991年7月 ケイブンシャノベルス）
  - 【改題】萩・津和野殺人事件（1995年10月 ケイブンシャ文庫）
- 津和野の殺人者（1991年7月 講談社ノベルス / 1996年7月 講談社文庫）
- 小豆島殺人事件（1991年9月 トクマ・ノベルズ）
- 社内殺人 課長代理深水文明の推理（1991年10月 徳間文庫）
- 推理作家殺人事件（1991年11月 立風ノベルス）
- 能登路殺人行（1992年4月 ケイブンシャノベルス）
- 湯煙りの密室（1992年8月 講談社ノベルス / 1995年7月 講談社文庫）
- 湯野上温泉殺人事件 課長代理・深水文明の推理（1992年9月 トクマ・ノベルズ）
- 奥信濃殺人事件（1992年9月 フタバノベルス）
- 越後路殺人行（1993年3月 ケイブンシャノベルス）
- 秘書室の殺人 課長代理・深水文明の推理（1993年4月 徳間文庫）
  - 【改題】秘書室の殺意（2020年4月 徳間文庫）
- 人事課長殺し 課長代理・深水文明の推理（1993年6月 トクマ・ノベルズ）
- 奥利根殺人行（1993年12月 ケイブンシャノベルス）
- 目撃者 死角と錯覚の谷間（1994年3月 講談社ノベルス / 1997年3月 講談社文庫）
- 老神温泉殺人事件（1994年6月 トクマ・ノベルズ）
- 密室の訪問者（1994年10月 トクマ・ノベルズ）
- 信州・小諸殺人行（1995年4月 ケイブンシャノベルス）
- 浅草殺人案内（1995年5月 徳間文庫）
  - 【改題】偶然の殺意 (2020年3月 徳間文庫)
- 五浦海岸殺人事件（1995年7月 トクマ・ノベルズ）
- 十四年目の復讐（1997年8月 講談社ノベルス）
- 浅草殺人風景（1998年5月 徳間文庫）
- 死者の贈物（1999年7月 講談社ノベルス）
- 錯誤のブレーキ（2000年6月 講談社ノベルス）
- 三幕の殺意（2008年1月 東京創元社 / 2012年5月 創元推理文庫）

### 中短編集
- Sの悲劇（1987年9月 青樹社）
  - 収録作品：Sの悲劇 / 死の時刻表 / 裸の密室 / カブトムシは殺される / サンチョパンサは笑う / 312号室の女 / 動く密室
- 暗闇の殺意（2014年1月 光文社文庫）
  - 収録作品：Sの悲劇 / 年賀状を破る女 / 濁った殺意 / 裸の密室 / 手を振る女 / 暗闇の殺意 / 動く密室
- 偽りの殺意（2014年10月 光文社文庫）
  - 収録作品：偽りの群像 / 急行しろやま / 愛と死の映像

### アンソロジー
「」内が中町信の作品
- 鉄道推理ベスト集成1（1976年11月 トクマ・ノベルズ）「急行しろやま」
- 復讐墓参 鉄道推理ベスト集成3（1977年9月 トクマ・ノベルズ）「偽りの群像」
- 犯罪交叉点 トラベル・ミステリー2（1983年3月 徳間文庫）「急行しろやま」
- 殺人列車は走る トラベル・ミステリー4（1983年5月 徳間文庫）「偽りの群像」
- 伊豆ミステリー傑作選（1986年10月 河出文庫）「旅行けば― 探偵役・解決編」（山村直樹とのリレー小説）
- 十二支殺人事件 干支アンソロジー（1991年11月 天山文庫）「切手収集事件」
- 日本列島殺人 トラベル推理傑作選（1992年2月 天山文庫）「傾いた風景」
- 真夜中の密室（1995年5月 飛天文庫）「動く密室」
- そして謎解きへ 小説推理傑作選（1996年11月 双葉社）「動く密室」
- 迷宮の旅行者 本格推理展覧会（1999年10月 青樹社文庫）「濁った殺意」
- 愛憎発殺人行 鉄道ミステリー名作館（2004年5月 徳間文庫）「急行しろやま」

## 映像化作品

### テレビドラマ
日本テレビ系
- 火曜サスペンス劇場
  - 高校野球殺人事件（1982年8月3日、主演：水沢アキ）

テレビ朝日系
- 土曜ワイド劇場
  - 湯煙りの密室殺人（1994年2月19日、主演：沢田亜矢子、原作：湯煙りの密室）

テレビ東京系
- 女と愛とミステリー
  - 能登路殺人行（2003年6月15日、主演：西郷輝彦）